# Goal.pl
Goal.pl – polski serwis sportowy o tematyce piłki nożnej działający od 2000 roku. W 2024 roku jego redaktorami byli Piotr Koźmiński, Przemysław Langier, Damian Smyk, Leszek Milewski oraz Kuba Olkiewicz. Partnerami serwisu są między innymi kluby ŁKS Łódź i Ruch Chorzów.
W marcu 2024 roku Goal.pl znalazł się na liście najbardziej cytowalnych mediów w Polsce, zajmując 14. miejsce w rankingu ogólnym TOP 15, 4. miejsce w TOP 10 najbardziej opiniotwórczych mediów internetowych, oraz 2. miejsce w TOP 5 mediów o tematyce sportowej. 